# Wilhelm Högstedt
Karl Wilhelm Högstedt, född 26 juli 1885, död 12 april 1942 i Stockholm, var en svensk skådespelare.

## Filmografi
- 1919 – Ingmarssönerna
- 1931 – Skepp ohoj!
- 1934 – Anderssonskans Kalle
- 1938 – Vi som går scenvägen
- 1939 – Skanör-Falsterbo

## Teater

### Roller (ej komplett)
| År   | Roll               | Produktion                                        | Regi               | Teater            |
| ---- | ------------------ | ------------------------------------------------- | ------------------ | ----------------- |
| 1907 |                    | Greven av Monte Christo Alexandre Dumas den äldre |                    | Östermalmsteatern |
| 1910 |                    | Skeppargatan 40 Algot Sandberg                    |                    | Folkteatern       |
| 1923 |                    | Skvallerspegeln, revy Karl-Ewert                  |                    | Kristallsalongen  |
| 1924 |                    | Kom som du ä', revy Karl-Ewert och Gösta Stevens  | Nils Johannisson   | Kristallsalongen  |
| 1939 | Sir George Helston | Vibrationer Charles Morgan                        | Harry Roeck-Hansen | Blancheteatern    |